# Nessetal
Nessetal est une commune allemande de l'arrondissement de Gotha en Thuringe.

## Géographie

### Structure de la commune
La commune comprend les quartiers de Ballstädt, Brüheim, Bufleben, Friedrichswerth, Goldbach, Haina, Hausen, Hochheim, Pfullendorf, Remstädt, Wangenheim, Warza et Westhausen. 

## Histoire
Dans le cadre des fusions volontaires des réformes régionales en 2018 et 2019, onze des communes membres de la communauté administrative de Mittleres Nessetal sont convenues d'une fusion pour le 1er janvier 2019. Sonneborn n'a pas franchi cette étape et est devenue la commune mandataire de Nessetals. 

## Politique

### Conseil municipal
Le premier conseil municipal de la commune de Nessetal est élu le 26 mai 2019 avec un taux de participation de 68,0%. Il compte 20 sièges et se compose comme suit:  
| Fête / liste | %    | Membres |
| ------------ | ---- | ------- |
| FWN          | 60,2 | 12      |
| CDU          | 20,9 | 4       |
| WIR          | 9.7  | 2       |
| FDP          | 9,3  | 2       |

### Maire
Lors de la première élection du maire de la commune de Nessetal le 26 mai 2019 avec un taux de participation de 68,1% Eva-Marie Schuchardt, la candidate du Freien Wähler Nessetal, est élue avec 54,8% des votes valides contre trois autres concurrents au premier tour de scrutin.

## Personnalités liées à la ville
- Maître Eckhart (1260-1328), théologien né à Hochheim.
- Cyriakus Schneegaß (1546-1597), pasteur né à Bufleben.
- Frédéric Ier de Saxe-Gotha-Altenbourg, duc de Saxe-Gotha-Altenbourg mort à Friedrichswerth.
- Wolfgang Müller-Wiener (1923-1991), historien né à Friedrichswerth.